# Ferdynand Küttner
Ferdynand Küttner – pułkownik cesarskiej i królewskiej Armii.

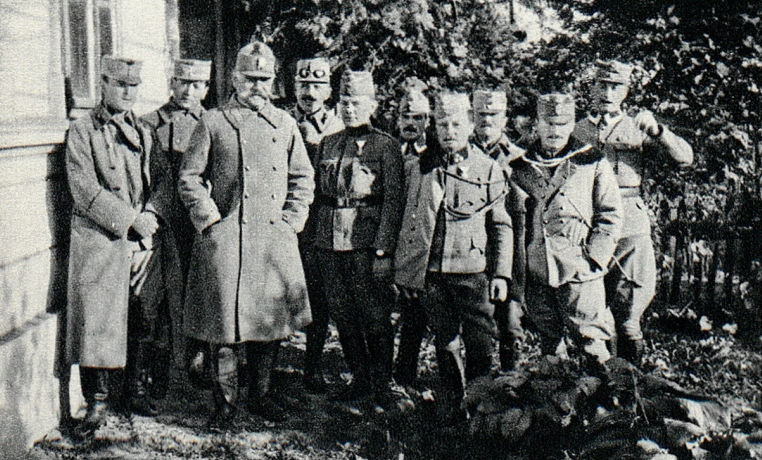
Płk Ferdynand Küttner, dowódca II Brygady Legionów Polskich ze swoim sztabem pod Rarańczą.

## Życiorys
Od 1881 służył w Galicyjskim Pułku Piechoty Nr 15 w Josephstadt, a później we Lwowie. W tym oddziale awansował na kolejne stopnie: kadeta (1 września 1881), podporucznika (1 listopada 1884), porucznika (1 stycznia 1889) i kapitana (1 listopada 1895). Na stopień majora został mianowany ze starszeństwem z 1 maja 1909 i przeniesiony do Galicyjskiego Pułku Piechoty Nr 80 we Lwowie. Na stopień podpułkownika został mianowany ze starszeństwem z 1 listopada 1912. W tym samym roku został przeniesiony do Galicyjskiego Pułku Piechoty Nr 57 na stanowisko komendanta 2. batalionu, który był detaszowany do Zenicy. W latach 1912–1913 wziął udział w mobilizacji sił zbrojnych Monarchii Austro-Węgierskiej, wprowadzonej w związku z wojną na Bałkanach. Na stopień pułkownika został mianowany 1 listopada 1914.
Przez ponad rok, od 24 kwietnia 1914 roku do 14 lipca 1916 roku, był komendantem II Brygady Legionów Polskich. W 1918 był komendantem 49 Brygady Piechoty, pozostając oficerem nadetatowym IR. 57. Nie znał języka polskiego.

## Ordery i odznaczenia
W czasie służby w c. i k. Armii otrzymał:
- Order Korony Żelaznej 2. klasy z dekoracją wojenną i mieczami,
- Krzyż Rycerski Orderu Leopolda z dekoracją wojenną i mieczami,
- Order Korony Żelaznej 3. klasy z dekoracją wojenną i mieczami,
- Krzyż Zasługi Wojskowej 3 klasy z dekoracją wojenną i mieczami,
- Krzyż Zasługi Wojskowej 3 klasy,
- Odznaka za Służbę Wojskową,
- Brązowy Medal Jubileuszowy Pamiątkowy dla Sił Zbrojnych i Żandarmerii,
- Krzyż Jubileuszowy Wojskowy,
- Krzyż Pamiątkowy Mobilizacji 1912–1913[4].